# Die Affäre vom Boulevard Beaumarchais
Die Affäre vom Boulevard Beaumarchais (französischer Originaltitel L’Affaire du boulevard Beaumarchais) ist eine Erzählung von Georges Simenon, in der Kommissar Maigret in einem Giftmord ermittelt. Das zur Reihe der Maigret-Romane und -Erzählungen zählende Werk gehörte zu Simenons ersten Maigret-Erzählungen. Sie entstand im Oktober 1936 in Neuilly-sur-Seine und erschien 1944 in dem Sammelband Les nouvelles enquêtes de Maigret bei Gallimard. In deutscher Übersetzung von Hansjürgen Wille und Barbara Klau wurde sie 1976 unter dem Titel Die Affäre vom Boulevard Beaumarchais bei Kiepenheuer und Witsch veröffentlicht, in neuer Übersetzung von Elfriede Riegler 1987 bei Diogenes in dem Sammelband Sechs neue Fälle für Maigret.

## Handlung

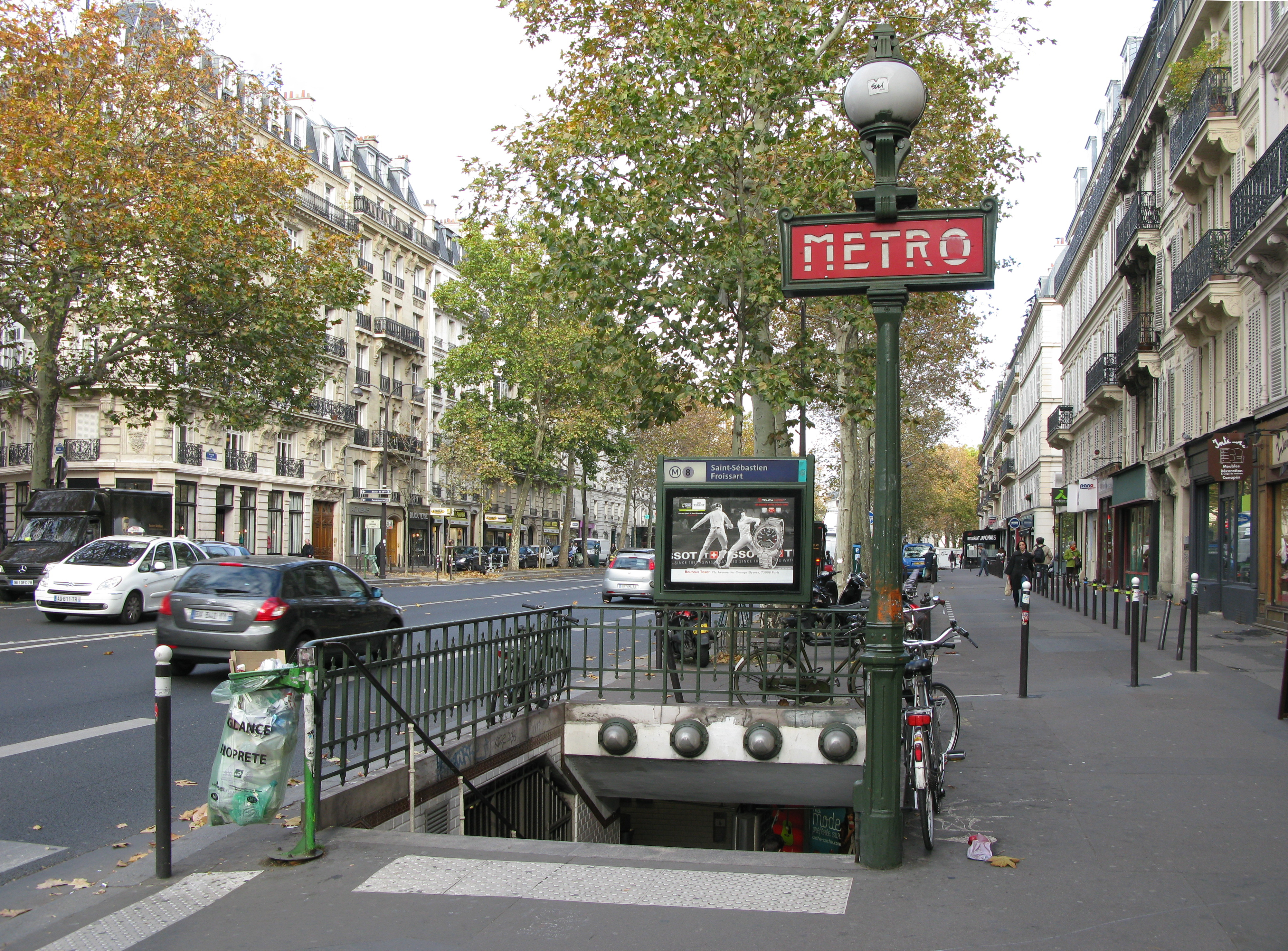
Boulevard Beaumarchais in Paris

Seit dem Morgen verhört Kommissar Maigret in seinem Büro am Quai des Orfèvres eine junge Frau namens Nicole Lamure. Nach dem Tod des Vaters lebte Nicole bei ihrer Schwester Louise, die mit einem Modeschöpfer namens Ferdinand Voivin verheiratet ist. Die drei wohnen in einem großzügigen Appartement am Boulevard Beaumarchais. Nach einigen Jahren entwickelte sich zwischen Nicole und ihrem Schwager eine Liebesbeziehung. Louise entdeckte bald, dass sie betrogen wurde und spionierte dem Liebespaar hinterher. Ferdinand befand sich in einer verzweifelten Situation, unfähig Louise zu verlassen und nicht mehr Nicole zu können. Inzwischen sprechen die Schwestern nicht mehr miteinander und kommunizieren nur noch per Brief miteinander. Sowohl Louise wie auch Nicole weigern sich das gemeinsame Domizil zu verlassen; Louise lässt ihre Schwester nicht mit ihrem Mann allein, so dass die beiden sich in einem Hotel treffen müssen. An einem Sonntagabend wird Louise tot aufgefunden, mit Anzeichen einer Vergiftung. Schon bald ermittelt Maigret, dass Ferdinand – trotz seiner Tötungsabsichten – nicht schuld sein konnte. Er hatte zwar das Gift gekauft, es aber in einen Flakon von Bicarbonat versteckt, damit Louise seine Absichten nicht erkennen sollte.

## Ausgaben
Die Erzählung wurde in der Zeitschrift Paris-Soir-Dimanche (supplément, n° 44) in den Ausgaben vom 24. Oktober und 1. November 1936 vorabgedruckt.  In Buchform erschien sie in Les nouvelles enquêtes de Maigret (Paris, Gallimard, N.R.F., 1944). Eine englisch-französische Ausgabe unter dem Titel Maigret enquête wurde in London bei George G. Harrap 1959 veröffentlicht. Die Erzählung wurde auch in die Werkausgaben Œuvres complètes (Lausanne, Editions Rencontre, 1967–1973) in Band IX, in Tout Simenon (Paris, Presses de la Cité, 1988–1993) in Band 24 und in Tout Simenon (Paris, Omnibus, 2002–2004) in Band 24 aufgenommen.